# Всероссийский театральный фестиваль имени Олега Янковского

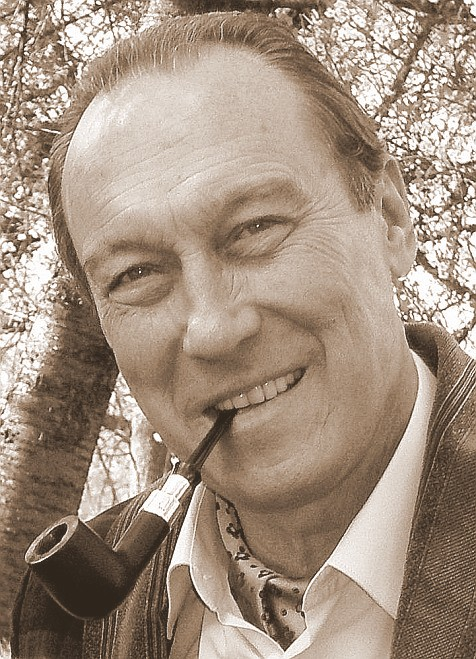
Олег Янковский

Всероссийский театральный фестиваль имени Олега Янковского — международный театральный фестиваль проводимый в Саратове.
Первый фестиваль состоялся в 2011 году, второй в 2012, третий в 2014 году, четвёртый стартовал в 12 октября 2018 года. Наименование сменил с 2014 года, ранее был Всероссийский театральный фестиваль памяти Олега Янковского.

## Обзор
С 15 по 20 ноября 2011 года в Саратове, на базе Саратовского академического театра драмы им. И. А. Слонова, прошёл первый Всероссийский театральный фестиваль памяти Олега Янковского. Инициатива театра по проведению фестиваля была поддержана правительством Саратовской области. С 6 по 12 ноября 2012 года пройдёт второй фестиваль. В дальнейшем планируется проводить фестивали раз в два года.
Олег Иванович жил, учился и работал в Саратове, здесь он впервые вышел на театральную сцену. По задумке организаторов, на фестивале должны быть представлены театральные работы выдающихся выходцев из Саратовской театральной школы, партнёров Олега Янковского по сцене.

## Первый фестиваль

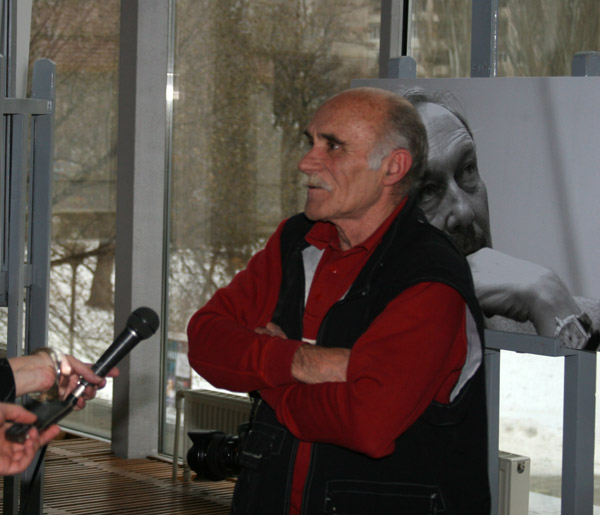
Юрий Набатов на открытии выставки

В рамках первого фестиваля состоялось множество интересных театральных событий, все шесть фестивальных вечеров прошли с аншлагами. Саратовцы и гости фестиваля смогли увидеть кинопремьеру фильма Сергея Соловьёва «Анна Каренина», а также спектакли различных российских театральных коллективов, которые так или иначе были связаны с именем великого актёра — Олега Ивановича Янковского.

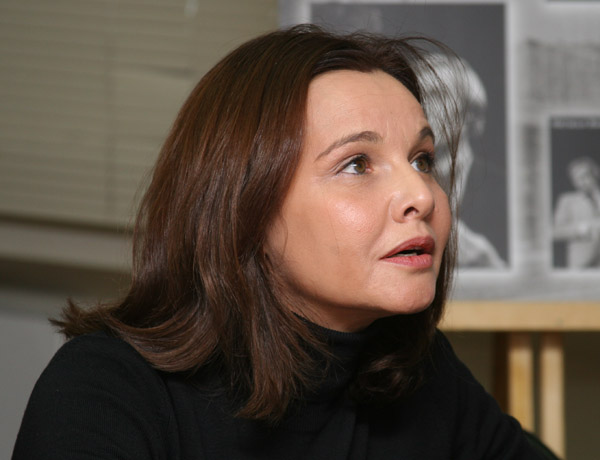
Татьяна Друбич на пресс-конференции

В первый день фестиваля 15 ноября в фойе театра драмы была открыта выставка фотографий Юрия Набатова «Олег Янковский. Последняя встреча» с фотографиями Олега Янковского сделанными во время последнего визита артиста в Саратов в 2006 году, а в музее театра — экспозиция, посвящённая творчеству Олега Янковского на сцене Саратовского театра драмы, где он работал с 1965 по 1973 гг. В экспозиции были представлены фотографии тех лет, костюм князя Мышкина из спектакля «Идиот» по одноименному роману Ф. М. Достоевского (1971 год, режиссёр Яков Рубин).
Состоялись пресс-конференции с актрисой Татьяной Друбич (исполнительница роли Анны Карениной в одной из последних киноработ Олега Янковского), с актёрами театра «Ленком». Татьяна Люсьеновна рассказывала об Олеге Янковском, его творчестве, совместной работе в фильме «Анна Каренина». В тот же день вечером в кинотеатре «Пионер» состоялась саратовская премьера этого фильма.
Актёры театра «Ленком» народная артистка СССР Инна Чурикова, народный артист РСФСР Александр Збруев, народный артист России Андрей Соколов рассказывали об Олеге Ивановиче, о совместной работе с ним в театре «Ленком». Вечером того же дня саратовский зритель увидел спектакль «Tout payé, или Всё оплачено» по комедии Ива Жамиака. В этом спектакле Олег Иванович последний раз выходил на театральную сцену в родном Саратове.

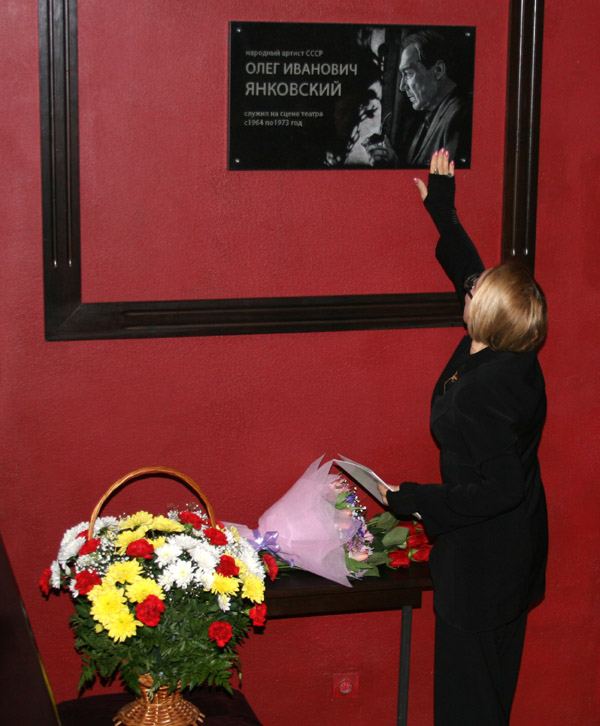
Инна Чурикова возлагает цветы к мемориальной доске Олега Янковского

16 ноября программу фестиваля продолжил Российский академический театр драмы имени Фёдора Волкова из Ярославля. Заслуженный артист России Сергей Пускепалис, яркий и самобытный представитель Саратовской театральной школы, провёл пресс-конференцию. Вечером того же дня артисты Волковского театра представили на суд зрителей Саратова спектакль «Три сестры» (режиссёр-постановщик Сергей Пускепалис).
17 ноября в музее театра встретились люди, хорошо знавшие Олега Ивановича. Своими воспоминаниями об актёре делились сценические партнёры Олега Ивановича — Вера Феоктистова, заслуженный артист России Владимир Аукштыкальнис, народные артисты России Григорий Аредаков, Людмила Гришина, Римма Белякова и его родной брат Николай.
Вечером состоялся спектакль Российского академического молодёжного театра (РАМТ) «Портрет» по Н. В. Гоголю. Моноспектакль заслуженного артиста России Евгения Редько не оставил равнодушным саратовского зрителя, зал был буквально пленён энергетикой актёра. Магию музыки создавали помогавшие Евгению Редько гобоист Алексей Уткин и ансамбль солистов «Эрмитаж».
18 ноября в рамках фестиваля начал работу семинар молодых драматургов «Полёты во сне и наяву». В работе этого семинара, в этот день и в дальнейшие дни, приняли участие приняли драматурги Сергей Медведев, Ксения Степанычева, Светлана Козлова, Алексей Слаповский, саратовские журналисты, студенты театрального факультета, артисты театра драмы. в рамках семинара обсуждались пьесы молодых саратовских авторов.
Вечером 18 ноября на малой сцене театра состоялся спектакль «Школы драматического искусства» «Человеческий голос». Представил спектакль представитель саратовской театральной школы главный режиссёр театра «Школа драматического искусства» Игорь Яцко.
20 ноября, в день закрытия фестиваля Московский театр-студия под руководством Олега Табакова представил спектакль режиссёра Константина Богомолова по пьесе Александра Вампилова «Старший сын». Главную роль в спектакле Сарафанова исполнил народный артист России Сергей Сосновский, кроме того в спектакле были заняты ещё два выпускника Саратовской актёрской школы — Алексей Комашко и Андрей Фомин, а также выдающийся актёр молодого поколения Юрий Чурсин.

## Второй фестиваль

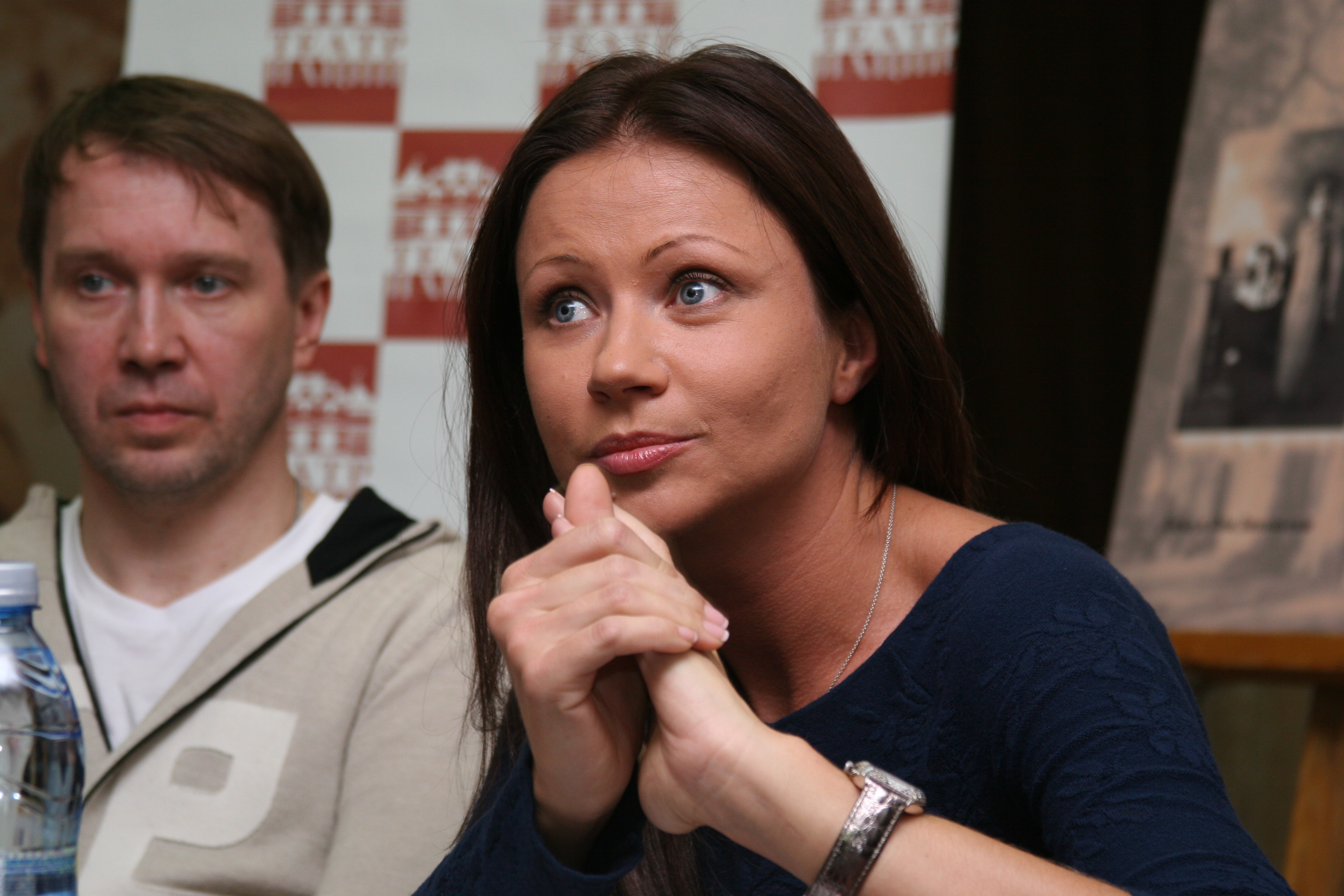
Мария Миронова и Евгений Миронов на пресс-конференции в день открытия

Среди участников второго фестиваля: московские театры — Государственный театр Наций и Театр под руководством О.Табакова, театр «Особняк» из Санкт-Петербурга, Школа театра и кино «Анима» (Бильбао, Испания), Ярославский академический театр драмы имени Фёдора Волкова. Свой спектакль «Бешеные деньги» по А. Н. Островскому покажет и организатор спектакля — театр драмы имени И. А. Слонова. В этот раз к фестивалю присоединится и Дом кино где в рамках фестиваля пройдет «Ночь кино с Олегом Янковским». Будут показаны 4 фильма режиссёра Романа Балаяна, в которых снимался Олег Иванович: «Полёты во сне и наяву», «Филер», «Поцелуй» и «Храни меня, мой талисман», там же состоится встреча с народным артистом России Александром Збруевым. Фестиваль пройдёт под патронатом губернатора Саратовской области Валерия Радаева.
Открылся фестиваль 6 ноября спектаклем «Калигула» по пьесе Альбера Камю в постановке Эймунтаса Някрошюса. В главной роли — народный артист России Евгений Миронов.
7 ноября актриса Анна Вартаньян и актёр Юрий Лейкин (театр «Особняк») представили вниманию зрителей Саратова спектакль «Священная книга оборотня» по роману В. Пелевина.
8 ноября артисты Ярославского театра драмы играли на сцене спектакль «Без названия. Человеческие сцены» по ранней пьесе А. П. Чехова.